# Fada
Fada è una città e un comune che si trova nella provincia di Ennedi Ovest, in Ciad.
È il capoluogo della provincia e del dipartimento omonimo.

## Monumenti e luoghi d'interesse

### Aree naturali
Nei pressi della città si trova la Guelta d'Archei, una delle guelta più importanti del Sahara, ove è possibile trovare una delle rare popolazioni di coccodrillo del Nilo stanziate nel deserto africano.

## Infrastrutture e trasporti

### Aeroporti
La città è servita da un aeroporto.